# 西丽·埃夫特达尔
西丽·埃夫特达尔（挪威語：Siri Eftedal，1966年5月22日—），生于希恩，挪威女子手球运动员。她曾代表挪威国家队参加1992年夏季奥林匹克运动会手球比赛，获得一枚银牌。